# Digital Channel
Digital Channel (DCH TV) es un canal de televisión abierta regional chileno que emite para la ciudad de Antofagasta en el canal 15 de la cableoperadora VTR. Fue lanzado en marzo de 1999 y sus estudios están reubicados en calle Navidad 141.

## Historia
En marzo de 1999, el canal fue lanzado dentro del canal 5 de VTR, donde emitía la programación de algunos de los canales de la cableoperadora. Más adelante, se trasladó al canal 15 y empezó a desarrollar sus propios programas. También estuvo disponible en Calama y Chuquicamata en el mismo canal 15. En 2003, Digital Channel se trasladó a las instalaciones donde funcionaba el Ex-Cine Gran Vía.

## Programación

### Programación actual
- Antofagasta cambalache (tiempo de restauración)
- Corre Antofagasta
- Digital kids (123 ¡a jugar! y otros)
- Hazlo tú, así de fácil
- NorTV Noticias

### Programación histórica
- Mi casa es tu casa
- Sabromesa
- Jaque Mate
- Novios, mucho más que un sí (2008)
- Hoy Noticias (1999-2000).
- Digital Channel Noticias (2005-2007)
- En Off
- Calibre 22
- Metrovenus
- Entre amigos
- Balcón de la Fama
- Cuento Contigo, cuenta conmigo
- Dulce y Deslenguada
- Cubil Culinario
- Medicina al día
- Chiquilladas
- De mujer a mujer (2001)
- Divergencias (2006)
- Sin nombre (2004-2006)
- La noche del Flaco Santana (2006)
- 1, 2, 3 a pintar (2007-2009).
- Bar 15 (2003-2004).
- PT-Z (2004).
- Pegajoso
- Wanyama
- Grado 15
- Academia Norte (Reality de talentos)
- Conversando con Alejandro Manríquez
- Mente Abierta
- Norte Sónico
- El Megáfono
- 1/2 día en Chile
- Plan 9
- Play
- Pulso regional